# Каюмов, Турсун
Турсун Каюмов — советский узбекистанский хозяйственный деятель, Герой Социалистического Труда.

## Биография
Родился в 1933 году в кишлаке Зирха. Член КПСС с 1961 года.
Окончил Ферганский политехнический институт.
В 1947—1952 — рабочий совхоза имени Ахунбабаева Алтыарыкского района Ферганской области.
В 1952—1955 — военнослужащий Советской армии.
В 1955—1976 — монтажник, в 1976—1991 — мастер Ферганского домостроительного комбината треста № 8 Министерства строительства Узбекской ССР.
Указом Президиума Верховного Совета СССР от 11 августа 1966 года присвоено звание Героя Социалистического Труда с вручением ордена Ленина и золотой медали «Серп и Молот».
Делегат XXIV и XXVI съездов КПСС.
Жил в Фергане.

## Награды и звания
- Герой Социалистического Труда (11.08.1966)
- Орден Ленина (11.08.1966)